# Represión franquista contra las matronas
El cuerpo profesional de matronas en España sufrió una dura represión durante la guerra civil y la inmediata posguerra.

## Contexto
En 1896, Federico Rubio y Galí fundó en Madrid la Real Escuela de Enfermeras de Santa Isabel de Hungría, considerada la primera de su tipo en España. No obstante, la titulación oficial de Enfermera no se creó hasta el 7 de mayo de 1915 mediante una Real Orden. Hasta entonces, los cuidados sanitarios eran proporcionados por enfermeras, practicantes y matronas, considerados auxiliares del médico. Las enfermeras ofrecían atención en hospitales, mientras que los practicantes, exclusivamente hombres, desempeñaban funciones asistenciales en áreas rurales donde no había médicos-cirujanos. Las matronas, por su parte, atendían a las mujeres tanto en zonas urbanas como rurales, asistiendo durante el parto, supervisando la recuperación y alimentación de las madres, e instruyéndolas en el cuidado higiénico-dietético de sus hijos. Además, las matronas debían demostrar limpieza de sangre, ya que en casos de emergencia tenían la responsabilidad de administrar el sacramento del bautismo.
En junio de 1895, se constituyó el colegio de Profesoras Titulares en Partos de Madrid, cuyo objetivo era aunar esfuerzos y conseguir mejoras laborales. Era el colectivo femenino con mayor nivel de estudios a finales de los años 30. Durante la Segunda República, la expansión de las mutuas de asistencia médico-farmacéutica y la implementación del Seguro Obligatorio de Maternidad impulsaron la creación de asociaciones y Colegios Oficiales de Matronas. Además, se establecieron secciones específicas en los principales sindicatos, como la sección de matronas del Sindicato Único de Sanidad e Higiene de la Confederación Nacional del Trabajo (CNT) y la Agrupación de Matronas de Madrid y sus alrededores, vinculada a la Unión General de Trabajadores (UGT) en 1931. La agrupación llegó a tener revista profesional propia.
Las matronas ganaron prestigio y mejoraron su formación profesional. Aparecían con frecuencia en anuncios en la prensa local ofreciendo sus servicios y participaron activamente en la promoción del Seguro de Maternidad, que garantizaba a las trabajadoras el derecho a asistencia en el parto. Además, gracias a las reformas impulsadas por Victoria Kent durante su mandato, este colectivo accedió al funcionariado de prisiones.
Entre las matronas con mayor compromiso político y sindical destacaron  María Josefa Doménech Elizondo y Magdalena Liñán Lozano, vinculadas a las Juventudes Socialistas Unificadas y a la UGT, siendo Magdalena también miembro de la directiva de la Agrupación de Mujeres Antifascistas en su provincia. Constantina Alcoceba Chicharro, conocida como "la militante más destacada de la CNT soriana", actuó como oradora en actos de propaganda anarcosindicalista en Soria durante 1936. Por último, Soledad Ruiz Hernando, afiliada a la UGT y al Partido Comunista de España (PCE), se involucró activamente en la resistencia antifranquista durante la dictadura.

## Represión

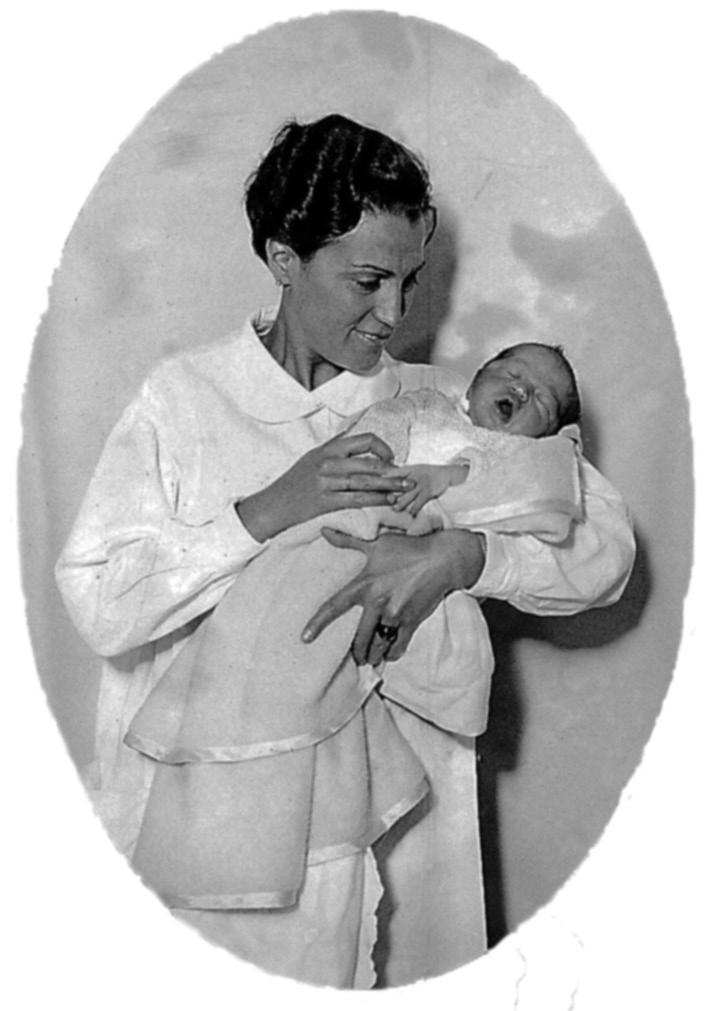
Catalina Mayoral Arroyo y el primer bebe nacido en la cárcel de mujeres de Ventas, foto de Alfonso Sánchez García, Mundo Gráfico (1933).

La represión durante la guerra civil se divide en dos fases: una inicial, caracterizada por el mayor número de asesinatos y que tuvo lugar en los primeros meses del conflicto, y una posterior de violencia "legal", que comenzó a principios de 1937. La mayoría de las matronas asesinadas perdieron la vida durante la primera etapa: seis en el bando sublevado y una en el republicano. Entre 1936 y 1943, los tribunales militares del ejército franquista dictaron que cualquier persona que se hubiera opuesto al "Alzamiento" utilizando la violencia sería considerada culpable de Rebelión Militar. Quienes se opusieron sin recurrir a las armas podían ser acusados de delitos como Adhesión a la Rebelión, Auxilio a la Rebelión, Inducción a la Rebelión o Apología de la Rebelión. Las matronas que no habían sido perseguidas o asesinadas tuvieron cambios significativos en su vida profesional durante la guerra. Muchas contaban con títulos universitarios de matrona, de practicante y, en algunos casos, de enfermera. Por ello, ejercieron como enfermeras durante la guerra por la alta demanda de personal en los hospitales de sangre.
El 9 de febrero de 1939 se promulgó la Ley de Responsabilidades Políticas que estableció las normas para la depuración de los funcionarios y los empleados públicos. Así todas las personas que habían trabajado para el Estado, incluidos los sanitarios, tuvieron que pasar por un proceso de depuración. Esta se convirtió en un requisito esencial para recuperar el empleo o acceder a la función pública. Las matronas vinculadas a distintos departamentos de la Universidad Central fueron sometidas a este proceso, gestionado por organismos como el juez instructor del personal docente y el Ministerio de Educación Nacional. De manera similar, las matronas que habían trabajado en la Sección Femenina Auxiliar del Cuerpo de Prisiones durante la Segunda República enfrentaron un proceso supervisado por el Ministerio de Justicia. Por su parte, aquellas que no dependían directamente de un ministerio, como las empleadas en corporaciones locales, fueron depuradas en 1940 por la Dirección General de Sanidad, que delegó esta responsabilidad a los Colegios de Médicos provinciales.
La continuidad laboral dependía de una declaración jurada obligatoria que debían presentar. En este documento se incluían sus datos personales y profesionales, así como los cargos desempeñados y posibles períodos de inhabilitación. Era necesario detallar su afiliación política y sindical antes de la guerra, así como su relación con partidos, sindicatos, asociaciones del ámbito sanitario y su colegiación o pertenencia a agrupaciones profesionales. Además, se recababan testimonios de personas conocedoras del declarante. El plazo de presentación de declaraciones juradas finalizó en diciembre de 1939 con lo que toda persona que no la hubiese presentado perdía su puesto de trabajo sin derecho a reclamación.
Se realizaron más de 800 depuraciones a matronas entre los años 1939 y 1952.